# Houston (U-Boot)
Die USS Houston (SSN-713) war ein Atom-U-Boot der United States Navy und gehörte der Los-Angeles-Klasse an.

## Geschichte

### Bau
Am 1. August 1975 wurde der Bauauftrag an die Newport News Shipbuilding vergeben, wo der Kiel am 29. Januar 1979 gelegt wurde. Der Stapellauf erfolgte am 21. März 1981, das Schiff wurde von Barbara Bush, der Frau des damaligen Vizepräsidenten George H. W. Bush, nach der Stadt Houston in Texas getauft. Die Indienststellung bei der US Navy erfolgte schließlich am 25. September 1982. Ihr erster Kommandant war Captain George Herbert Mench.

### Unglücke und Unfälle an Bord

#### Hängenbleiben an Tauen und in Netzen
Am 14. Juni 1989 verhakte sich auf Periskoptiefe ein ausgefahrener Mast des Bootes mit einem Schlepptau des Schleppers Barcona. Nachdem die Besatzung der Houston den nahen Überwasserverkehr bemerkt hatte, ging sie mit voller Fahrt auf Tiefe und zog dabei das Heck des Schleppers unter Wasser, so dass dieser letztlich sank und einer der drei an Bord befindlichen Seeleute ums Leben kam. Dies geschah nahe Santa Catalina Island vor der Küste von Kalifornien. Nur zwei Tage später, auf dem Weg in ihren Heimathafen San Diego, fuhr das Schiff in die Fischernetze eines Fischerbootes. Die Netze gaben jedoch nach, so dass die Fortuna von dem Schicksal der Barcona verschont blieb.

#### Wassereinbruch
Als die Houston am 1. Juli desselben Jahres den Hafen für eine Übungsfahrt verließ, strömte plötzlich Seewasser durch ein Entlüftungsventil. Der Kapitän ließ die Tiefenruder steil anstellen, um aufzutauchen. Durch das zusätzliche Gewicht des Wassers verlor die Houston jedoch Fahrt und begann langsam, rückwärts in die Tiefe zu gleiten.
Durch den Befehl all ahead flank (dt.: höchste Kraft voraus) gelang es dem Kapitän schließlich, das Boot an die Oberfläche zu bringen, wo es in steilem Winkel durch die Oberfläche schoss. Dadurch wurde aber das Wasser, das sich in den Bilgen angesammelt hatte, nach vorne gedrängt, so dass die Houston über den Bug abkippte und nun gezogen vom Wasser und geschoben von ihrer eigenen Schraube wieder abtauchte.
Daraufhin wurde ein crash-back befohlen (dt.: Maschinen volle Kraft zurück), außerdem wurden sämtliche Ballasttanks angeblasen, also mit Pressluft gefüllt. Durch den zusätzlichen Auftrieb schoss das Boot wieder an die Wasseroberfläche, wo es diesmal verharrte.
Nachdem die Houston nur sechs Stunden nach dem Verlassen den Hafen wieder anlief, wurde festgestellt, dass ein Ventil nicht korrekt geschlossen hatte. Das Warnsignal, das diesen Fehler hätte anzeigen sollen, war abgestellt worden. Es gab keine physisch Verletzten, allerdings mussten acht Seeleute aus psychologischen Gründen aus dem Unterseebootdienst entlassen werden.

#### Kleinere Unfälle im Laufe des Jahres
Das annus horribilis war für die Houston noch nicht beendet. So brach im August ein Feuer in den Maschinenräumen aus, im September kam das Boot nach einem Fehler in der Navigation in ein Torpedoübungsgebiet, wo es nur knapp von einem Torpedo verfehlt wurde. Im November schließlich verlor das Boot, ebenfalls nach Fehlern in der Navigation, sein Schleppsonar.

#### Trainingsunfall 2001
Im Juni 2001 übte die Houston routinemäßig vor Washington im Pazifik. Während der Übungen wurde auch ein crash-back-Manöver geprobt. Dabei ging das Boot von Volle Kraft voraus auf Volle Kraft zurück. Das Manöver lief problemlos ab, abgesehen von dem normalen Lärm und dem Rütteln, bis das Schiff sich rückwärts bewegte.
Das Problem, das nun auftrat, lässt sich dadurch erklären, dass die Ruder nun genau umgekehrt funktionieren. So trimmte der Steuermann das Boot normal nach, dabei kam das Heck leicht hoch. Jedoch erfolgte die nun fällige Korrektur ebenfalls verkehrt herum: Das Heck stieg weiter an, während sich das Boot rückwärts bewegte. Bevor der Fehler korrigiert werden konnte, brach das Boot mit der Schraube voraus in einem 70°-Winkel durch die Wasseroberfläche. Nur durch das Anblasen der vorderen Ballasttanks konnte Schaden am Getriebe vermieden werden, da plötzlich jeglicher Widerstand von der Schraube abfiel.

#### Austritt von radioaktivem Wasser
Im August 2008 wurde bekannt, dass aus dem U-Boot bereits seit 2006 geringe Mengen schwach radioaktiven Wassers u. a. bei Stopps in Japan, Guam und Wake ausgetreten waren. Die Gesamtmenge soll nach Untersuchungen der Navy demnach bei rund 9,3 Mikrocurie gelegen haben, wovon 8 Mikrocurie in Guam, dem Heimathafen des Bootes, ausgetreten sind.

### Überholung
Kurz nach dem Trainingsunfall von 2001 ging das Boot im September in die Werft, wo der Reaktor neu befüllt und technische Anlagen auf den neusten Stand der Technik gebracht wurden. Die Überholung dauerte bis Dezember 2004, danach wurde das Boot in Apra Harbor auf Guam stationiert.

### Manöverteilnahmen
Von Guam aus nahm das U-Boot an der Übung Valiant Shield 2006 teil. 2008 war die Houston an der Übung RIMPAC beteiligt. 2001 nahm sie an der Übung Keen Sword teil.

## DieHoustonim Film
Neben einem Rekrutierungsfilm stellte die Houston im Juni 1989 im Film Jagd auf Roter Oktober die Dallas dar. Die Filmaufnahmen dafür dauerten zwei Tage und fanden im Pazifik vor Kaliforniens Küste statt. Während der Dreharbeiten passierte auch das Unglück mit der Barcona.